# کالماکوو
کالماکوو (به لاتین: Kalmakovo) یک منطقهٔ مسکونی در روسیه است که در باشقیرستان واقع شده‌است.